# Rue d'Annam
La rue d'Annam est une voie située dans le quartier du Père-Lachaise du 20e arrondissement de Paris.

## Situation et accès
La rue d'Annam est desservie par les lignes 3 et 3 bis à la station Gambetta.

## Origine du nom
Elle porte le nom de l'Annam, partie de l'ex-Union française située en Asie, devenue une partie du territoire du Viêt Nam, comme de nombreuses voies de cette zone qui ont pris des noms de pays asiatiques.

## Historique
Ancienne voie de la commune de Belleville connue en 1812 sous le nom de « sentier des Partants »  et « chemin des Carrières », en partie, elle est intégrée par la voirie de Paris par décret du 23 mai 1863 et prend son nom actuel par un arrêté du 1er février 1877.

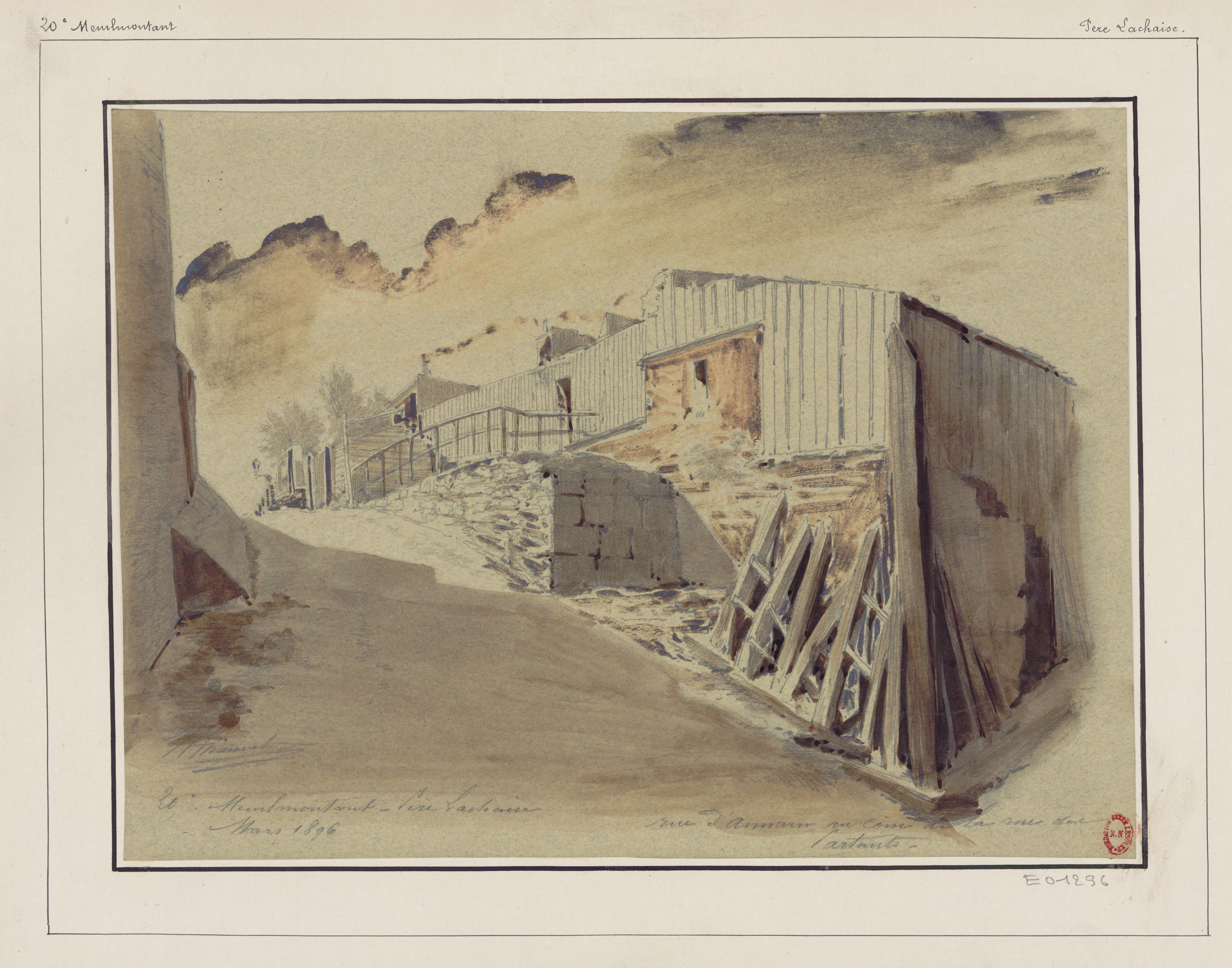
Croissement avec la rue des Partants (aujourd'hui rue Villiers-de-L'Isle-Adam) en 1896 (dessin de Jules-Adolphe Chauvet).
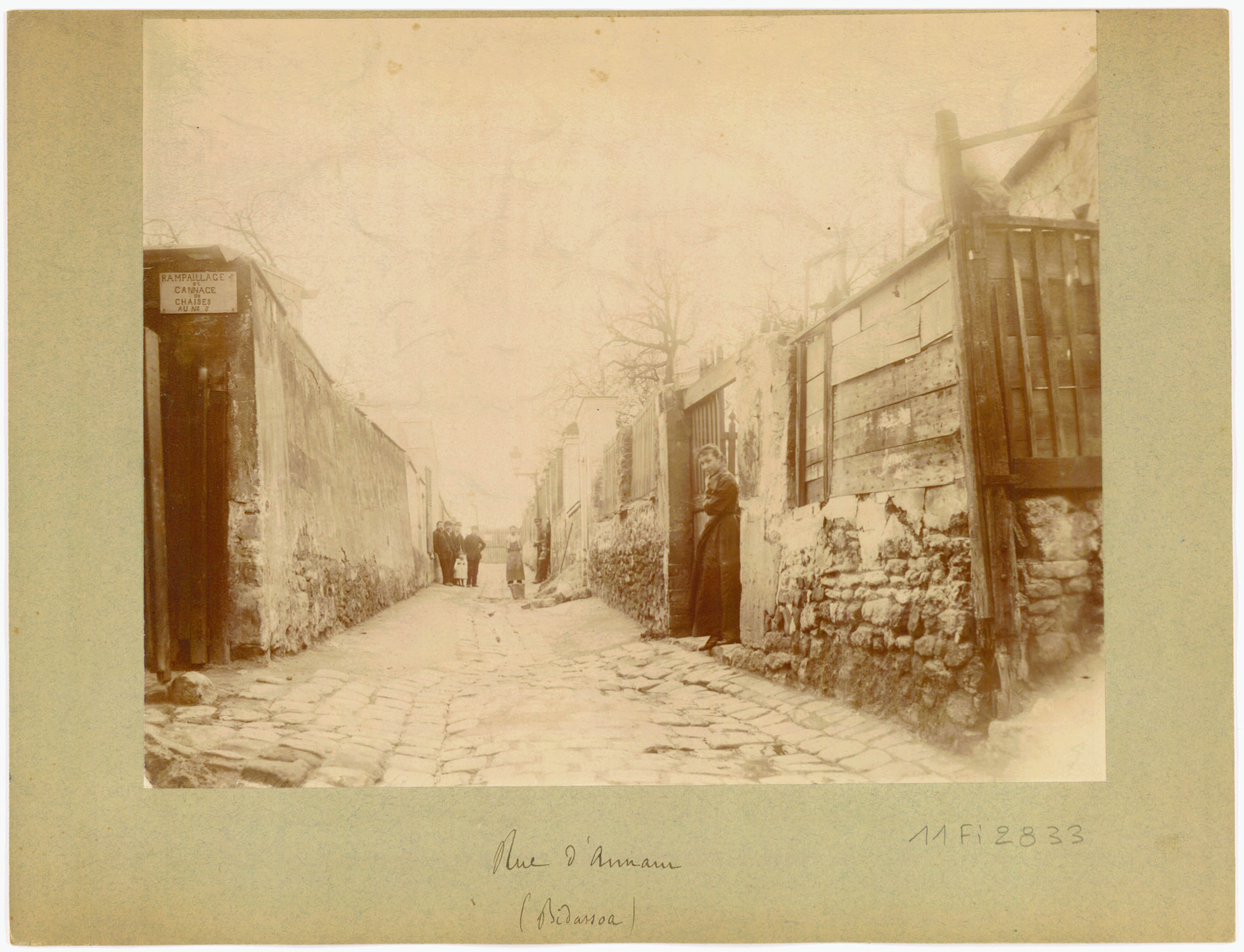
La rue au début du XXe siècle (photographie de Marius Gravot non datée)..

## Bâtiments remarquables et lieux de mémoire
Le bâtiment du 1 à 17 rue d'Annam, qui date de 1905, fait partie de la fondation Lebaudy, du nom de sa bienfaitrice Amicie Lebaudy. Un général de la résistance française[Lequel ?] y a vécu pendant la Seconde Guerre mondiale.
La rue a été le lieu de tournage de la scène finale du film Du rififi chez les hommes (1955) de Jules Dassin.